# Kim Jin-hee (Tennisspielerin)
Kim Jin-hee (koreanisch 김지영; * 14. Juni 1981) ist eine ehemalige südkoreanische Tennisspielerin.

## Karriere
Kim gewann vier Einzel- und neun Doppeltitel auf Turnieren des ITF Women’s Circuit.

## Turniersiege

### Einzel
| Nr. | Datum             | Turnier  | Kategorie   | Belag     | Finalgegnerin    | Ergebnis       |
| --- | ----------------- | -------- | ----------- | --------- | ---------------- | -------------- |
| 1.  | 25. November 2001 | Kofu     | ITF $10.000 | Sand      | Sachie Umehara   | 6:1, 4:6, 7:64 |
| 2.  | 27. Juli 2003     | Changwon | ITF $25.000 | Hartplatz | Chang Kyung-mi   | kampflos       |
| 3.  | 30. Mai 2004      | Seoul    | ITF $25.000 | Hartplatz | Hsieh Su-wei     | 6:2, 6:4       |
| 4.  | 22. Mai 2005      | Changwon | ITF $25.000 | Hartplatz | Chuang Chia-jung | 4:6, 6:3, 6:4  |

### Doppel
| Nr. | Datum              | Turnier    | Kategorie   | Belag     | Partnerin       | Finalgegnerinnen                       | Ergebnis      |
| --- | ------------------ | ---------- | ----------- | --------- | --------------- | -------------------------------------- | ------------- |
| 1.  | 28. November 1998  | Manila     | ITF $10.000 | Hartplatz | Chang Kyung-mi  | Liza Andriyani Irawati Iskandar        | 6:3, 7:6      |
| 2.  | 18. November 2000  | Manila     | ITF $10.000 | Hartplatz | Chae Kyung-yee  | Catherine Turinsky Andrea Van den Hurk | 4:2, 4:2, 4:0 |
| 3.  | 8. Dezember 2001   | Nonthaburi | ITF $25.000 | Hartplatz | Ivana Abramovic | Jeon Mi-ra Manisha Malhotra            | 6:1, 7:5      |
| 4.  | 28. Juli 2002      | Evansville | ITF $10.000 | Hartplatz | Aiko Nakamura   | Gabrielle Baker Deanna Roberts         | 6:4, 6:0      |
| 9.  | 10. September 2011 | Yeongwol   | ITF $10.000 | Hartplatz | Kim Ji-young    | Lee Hua-chen Lee Pei-chi               | 6:1, 6:1      |